# Margarete Kollisch
Margarete Kollisch (née le 9 décembre 1893 à Vienne et décédée le 11 octobre 1979 à Staten Island, New York) est une poétesse américaine d'origine autrichienne et de langue allemande.

## Biographie
Margarete Kollisch, née Margarete Moller, est la fille de l'avocat Ignaz Moller (1859-1937) et d'Hermine Moller née Bunzl-Federn (1870-1928). Elle fréquente une école de filles à Vienne, puis étudie la philologie à l'Université de Vienne. En 1917, elle obtient son diplôme d'enseignante. Pendant la Première Guerre mondiale, elle travaille comme infirmière et est récompensée d'une médaille d'argent de la Croix-Rouge. Elle travaille ensuite comme journaliste et traductrice pour l'ambassade de France à Vienne. 
En 1923, elle épouse l'architecte Otto Kollisch et le couple a trois enfants : Steve, Peter et Eva. Après la naissance de leur plus jeune fils, Peter, en 1928, la famille s'installe à Baden, près de Vienne. Lorsque les nazis annexent l'Autriche, la famille doit quitter le pays. En 1939, les enfants sont accueillis Angleterre grâce au Kindertransport. Otto Kollisch émigre aux États-Unis via l'Angleterre tandis que sa femme passe par les Pays-Bas pour arriver aux États-Unis en octobre 1939. Leurs enfants les rejoignent en 1940 et la famille s'installe dans le quartier de Staten Island à New York. Margarete Kollisch travaille comme massothérapeute et donne des cours de langue. Sa fille Eva, devenue professeur d'allemand, de littérature comparée et d'études des femmes au Sarah Lawrence College, se consacrera à la révision et la publication des œuvres de sa mère. 
Margarete Kollisch publie de nombreux ouvrages dans des journaux et des revues allemandes, autrichiennes et américaines et fréquente un cercle d'écrivains en exil, aux côtés de Mimi Grossberg et d'autres. Elle publie la première anthologie de sa poésie, Wege und Einkehr (Chemins et retraites), en 1960. Un deuxième recueil de poésie, Unverlorene Zeit, suit en 1971. Son travail est considéré comme relevant de la poésie romantique tardive, à la suite de Rilke et d'autres poètes romantiques de langue allemande. Elle publie aussi des travaux dans la revue autrichienne Literatur und Kritik aux côtés de Mimi Grossberg, Maria Berl Lee et Rose Ausländer. Elle est acceptée dans le PEN-Club autrichien en 1978. Un troisième recueil de ses poèmes, Rückblendung, est publié à titre posthume en 1981.